# Tanystylum cherchiai
Tanystylum cherchiai är en havsspindelart som beskrevs av Schimkewitsch, W. 1887. Tanystylum cherchiai ingår i släktet Tanystylum och familjen Ammotheidae. Inga underarter finns listade i Catalogue of Life.